# Charles-Léopold Grevenbroeck
Charles-Léopold Grevenbroeck est un peintre italien du XVIIIe siècle.

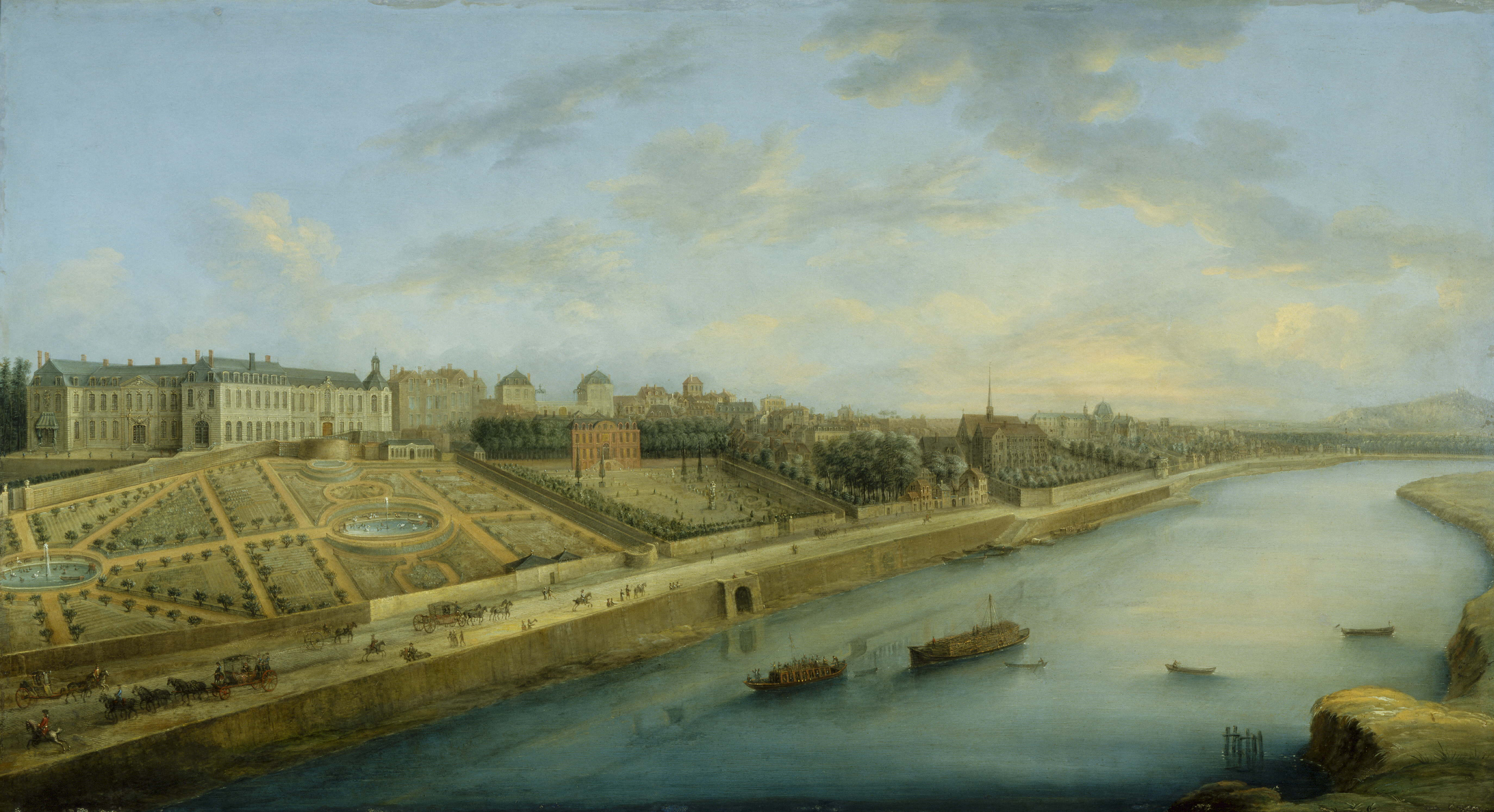
Passy et Chaillot vus de Grenelle.

## Biographie
Carlo Leopoldo est né dans une famille d'artistes : son père Giovanni et les frères Orazio et Alessandro étaient des peintres paysagistes.
En l'absence de données personnelles, tant Zani (1822) que Thieme-Becker (1922) et Bodkin (1934), on a supposé que Carlo Leopoldo était le fils d'Horace ; d'un autre avis était Baudi di Vesme (1966), qui le considérait comme le fils de Giovanni ou Jan appelé Solfarolo. Cette dernière indication a été définitivement confirmée par les critiques les plus récents (Cifani-Monetti et Dassie) sur la base de la découverte d'une série de documents conservés aux archives d'État de Turin. Dans un acte civil de 1745 Carlo Leopoldo est spécifié comme « le comte le plus illustre du Ponte Barone de Grevembrok oriondo hollandais de la ville de Millano ». Dans un autre document daté de 1747 on lit : « Ill.mo M. Baron Carlo Leopoldo De Grevenbroch natif de la ville de Milan, fils de feu Baron Giovanni de Consigniori de Guliers en Flandre ». En 1750, le peintre s'appelait « del fù Ill. Monsieur Gio natif de Rotterdam ».
Né à Milan, Carlo Leopoldo, après son mariage à Turin (30 novembre 1715), s'installe définitivement dans la ville de Savoie, où il se distingue dans le genre des batailles. Des paiements comptables sont signalés pour les petites compositions faites pour le prince de Carignano (1717-1720).
De 1728 à 1745, il travaille à Paris comme paysagiste et paysagiste.
L'acte de son agrégation à l'Académie royale de peinture et de sculpture.
En 1734, il reçoit sa commande la plus prestigieuse: une petite composition sur cuivre offerte à la couronne de France : Évacuation du Château de Milan. Une autre commande relative à un cycle composé de quatre sur-portes à placer dans la chambre de Louis XV au château de la Muette date des mêmes années. Les œuvres sont présentées au Salon de 1738.
Une nouvelle consécration artistique en tant que peintre paysagiste au service de la cour de Versailles passe par la tâche de peindre une suite de quatre grandes perspectives de Paris, à considérer parmi les œuvres les plus emblématiques et pertinentes de toutes celles créées dans la vie par le peintre. Les œuvres sont présentées au Salon de 1741.
La parenthèse française voit Carlo Leopoldo s'affirmer dans l'entourage de la cour et dans le milieu parisien ; ses spécimens sont en effet inscrits dans les plus célèbres collections d'art de l'époque, comme dans le cas de la galerie de tableaux appartenant à Jacques-François Léonor Goyon, duc de Valentinois (Torigni-sur-Vire, 1689 - Paris, 1751) à l'hôtel de Matignon, qui comprend également le tableau représentant Passy et Chaillot vus de Grenelle, qui a maintenant volé dans le musée Carnavalet à Paris.
Les événements ultérieurs replacent le peintre à Turin ; il y a d'autres contacts avec la cour piémontaise ; le 29 mars 1745 un paiement est fait au peintre pour un petit tableau, suivi de deux autres écritures comptables : la première (19 juin) pour une scène de siège, la seconde (1748) relative à un tableau sur cuivre représentant une Vue de Paris.
Depuis 1750, Carlo Leopoldo est actif à Naples en tant que peintre paysagiste. Pour souligner l'adhésion au contexte napolitain, deux exemplaires signés et datés de 1757 aident. Cette donnée constitue la dernière trace dans la vie de l'artiste, qui, selon les informations reçues par Mariette, aurait terminé son voyage humain en 1758 ou l'année suivante.

## Contexte artistique, thèmes et style
Le peintre, relégué à l'histoire de par ses paysages, ses scènes de port, ses vues de Paris et de Naples, voit, au début de la vingtaine, se tourner vers l' entourage de la maison de Savoie. Dans ce contexte, il s'oriente vers la production de batailles, se distinguant comme un exécuteur assidu et méticuleux, soucieux de transférer sur le support pictural des scènes tirées du répertoire graphique greffé pour célébrer les événements et les faits militaires des XVIIe et XVIIIe siècles concernant principalement la cour de Savoie et des Français.
La production de Carlo Leopoldo s'inspire de la tradition du paysage hollandais de la fin du XVIIe siècle, portant son intérêt vers le védutisme.
Les marines et les paysages sont imprégnés d'ingrédients et de leitmotivs issus de l'école familiale, dont il apprend une technique extrêmement précise dans le rendu des détails.
La comparaison avec les homologues marines du frère aîné Orazio, à l'égard desquels le nôtre semble être très inspiré au niveau de la structure compositionnelle, tout en divergeant sur le plan formel, permet de mettre en évidence les particularités saillantes de son style ; ce dernier apparaît distingué par une sensibilité tactile raffinée, qui utilise une écriture épaisse et subtile et une gamme chromatique imprégnée de tons bleutés froids empreints de luminosité rosée pour le ciel, qui deviennent ocre-orangé dans les premiers plans pour le sol et les roches ; la teneur des variables morphologiques du paysage, conditionnées par son long séjour transalpin, présentent des caractéristiques proches du faciès du Nord de la France.
Au vu de ces prémisses, la confirmation d'intérêt réservée par le tribunal de Paris au maître de l'école néerlandaise ne pouvait être que positive ; son travail soigné, même si parfois trop franc, et la capacité d'articuler les scénographies constituaient le meilleur atout pour s'insérer dans un genre pictural, celui de la vue, où la volonté didactique et analytique représentait la raison d'être de la même travail. On peut ajouter que son affirmation de paysagiste aurait aussi été facilitée par la quasi-absence dans le contexte français de l'époque (années 1930-1940) de personnalités artistiques capables de se comparer à cette branche particulière de la composition, ne s'étant rencontrées qu'en Paris une diffusion sporadique, mais qui, comme le montreront les résultats des choix de goût ultérieurs, n'aurait pas laissé indifférent un public d'« amateurs tout à fait intéressés ».

## Travaux
- Un pendentif représentant deux Marines, huile sur cuivre, 20 × 32 cm chacun, Angers, musée d'Angers.
- Paysage de montagne et Paysage de montagne avec rivière, signé et daté : Carolus Leopoldus Greuenbroeck FAD 1731 à Paris, Huile sur cuivre, 27,5 × 42,5 cm chacun, Nancy, musée des Beaux-Arts (1793), inv. nos. 205, 206.
- Vue du château de la Muette avec l'arrivée du roi, Paris, musée Carnavalet.
- Les Invalides, vus du Cours-la-Reine, Paris, musée Carnavalet.
- L'Ile Seguin, le pont de Sèvres et Saint-Cloud, Paris, musée Carnavalet.
- Vue du Château-Vieux et de la terrasse de Meudon, Paris, musée Carnavalet.
- Vue cavalière de Paris, prix au-dessus de Belleville, signé à gauche sur une pierre : De Grevenbroeck FAD 1741, Paris, musée Carnavalet.
- La maison d'Etioles à M. Le Normant de Tournehem.
- Passy et Chaillot vus de Grenelle, huile sur cuivre, 68 × 124 cm, Paris, musée Carnavalet.
- Vue cavalière de Paris, prix au-dessus des Champs-Élysées, Paris, musée Carnavalet.
- Vue cavalière de Paris prix au-dessus du pont Royal, vers la Cité, Paris, musée Carnavalet.
- Vue de Paris prix de l'Arsenal vers Tournelle, signé : Grevenbroeck pinx, huile sur toile, 97 × 159 cm, Paris, musée Carnavalet.
- Vue avec London Bridge, huile sur cuivre, 22,86 × 33 cm, Chichester, Goodwood House.
- Vue de Paris avec Pont Neuf, huile sur cuivre, 22,86 × 33 cm, Chichester, Goodwood House.
- Forteresse au bord de la mer, Stockholm, Nationalmuseum, huile sur cuivre, 19 × 32 cm.
- Un pendentif représentant une Vue de la jetée de Naples avec la lanterne et une Vue de Naples depuis l'Est, huile sur cuivre, 32 × 60 cm chacune, Naples, Palazzo Reale.
- Naples de Marinella et Naples de Posillipo, Signé et daté : Greuenbroeck f. 1757, huile sur cuivre, 19 × 43,2 cm chacun, Londres, 1973, vente aux enchères Christie's.